# El Zorro (La Volpe)
El Zorro (La Volpe) è un film del 1968 diretto da Guido Zurli.

## Trama
Il viceré del Messico ordina l'arresto dell'alcade di Santa Maria del Consuelo per corruzione e per aver ridotto in povertà la regione estorcendo alla popolazione tasse improbe. Il messo governativo che trasporta la lettera ordinativa dell'arresto viene assassinato su mandato di don Pedro, comandante delle guardie reali, che detiene di fatto il potere giudiziario sulla regione con mano di ferro, manipolando l'alcade per arricchirsi egli stesso. Don Pedro con la complicità di un altro alto funzionario trama inoltre per riunire la regione con quella confinante e detronizzare successivamente il governatore stesso. Don Diego de Alcántara e San Juanito è un giovane nobile che vive pigramente mentre conduce una relazione semiseria con una vedova allegra, donna Ines. In realtà è però innamorato di una giovane donna, Isabella che tuttavia non ricambia i suoi sentimenti ed è invaghita di Zorro.
L'eroe, dietro la cui maschera si nasconde proprio don Diego, lotta per recuperare la lettera e liberare la regione dall'alcade e dal suo vile scherano don Pedro, con l'aiuto del cavallo Birillo, il parroco don Eusebio e l'appoggio di un giornalista statunitense che finisce per sacrificare la propria vita per la causa. L'alcade viene ucciso da Don Pedro in persona. Donna Ines parte definitivamente per la Spagna senza destare particolari patemi in don Diego. Zorro per fermare il complotto si allea con i nobili che vogliono combattere senza però chiedere l'aiuto del governatore. Zorro accetta a patto che non venga coinvolto il popolo pronto ad insorgere ma male armato, per evitare una carneficina. Durante la battaglia cruciale l'eroe mascherato affronta e sconfigge in un duello all'ultimo sangue don Pedro e la situazione si risolve. Alla fine don Diego parla con donna Isabella ed un bambino, spiegando che Zorro è andato via per tornare alla vita normale ma viene tradito proprio dal piccione viaggiatore con cui come Zorro mandava i messaggi d'amore alla giovane donna. Isabella si mostra raggiante nello scoprire l'identità segreta del suo amatissimo eroe. Al bambino don Diego risponde che il piccione si chiama con un fischio e, come Zorro, viene ogni volta che ce n'è bisogno.